# Luis Elordi
Luis Elordi fue un militar e ingeniero argentino que luchó en las Guerras civiles argentinas pero destacó especialmente por ser el primer administrador de ferrocarriles en su nación y adquirir las primeras locomotores que operaron en el país.

## Biografía
Luis Elordi nació en la ciudad de Buenos Aires el 15 de julio de 1819, hijo del comerciante Martín de Elordi y de Juana Maza. Participó de la revolución del Sur contra Juan Manuel de Rosas en 1839 sirviendo como soldado del regimiento al mando de Zacarías Márquez. Tras la derrota en la batalla de Chascomús del 7 de noviembre fue tomado prisionero y retenido en la cárcel pública de Buenos Aires hasta el siguiente mes.
En 1840 emigró a Montevideo y se incorporó al ejército de Juan Lavalle en operaciones en la provincia de Entre Ríos como agregado al escuadrón Mayo comandado por Indalecio Chenaut.
Asistió a la batalla de Sauce Grande, al desembarco en San Pedro (Buenos Aires), el combate de El Tala (1840) , combate de Cañada de la Paja, al sitio de Santa Fe, combate de Santa Rosa de Calchines y a la Batalla de Quebracho Herrado, en la cual resultó herido en ambas piernas.
Bajo el mando del general Gregorio Aráoz de Lamadrid participó luego de la campaña en la provincia de Salta contra el gobernador Miguel Otero y en la campaña de Cuyo. Fue nuevamente herido en la batalla de Angaco (16 de agosto de 1841), siendo capturado el 22 de agosto de ese año en la provincia de San Juan en la batalla de La Chacarilla.
En marzo de 1842 se le permitió pasar a Chile, de donde siguió a Perú y California. En 1856 tuvo noticias de la caída de Rosas y tras pasar por Europa regresó a Buenos Aires con un título de ingeniero. 

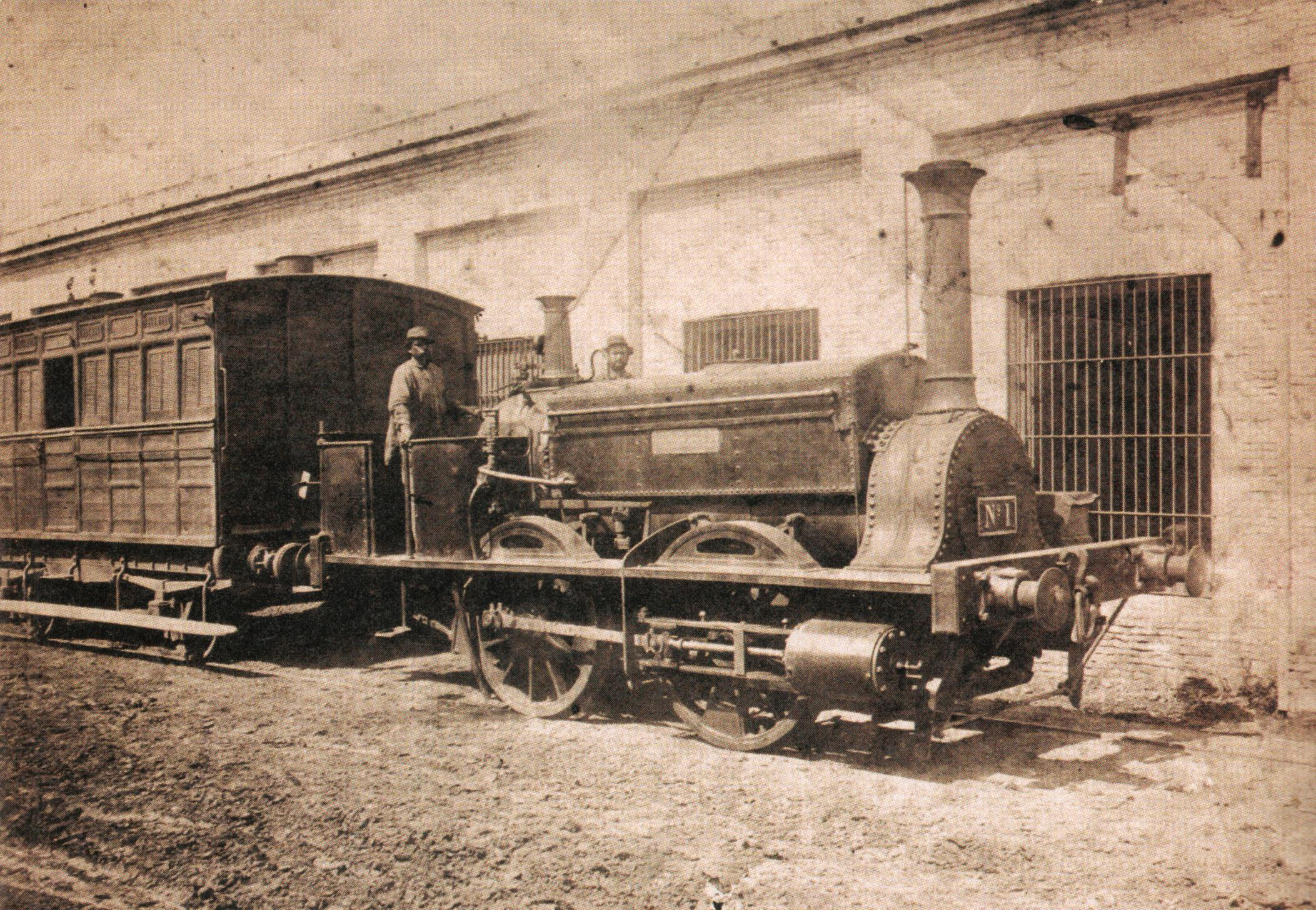
Locomotora La Porteña.

El 20 de marzo de ese año se convirtió en el primer administrador de la Empresa Camino de Hierro que operaría el Ferrocarril del Oeste. Viajó a Inglaterra donde adquirió las dos primeras locomotoras del país, La Porteña y La Argentina.
Desde su puesto en la administración del Ferrocarril Oeste, cuya estación cabecera estaba en el barrio de San Nicolás, adquirió una fuerte influencia política. Simpatizante del autonomismo y amigo de Adolfo Alsina integraba las comisiones directivas de clubes parroquiales de esa tendencia, algunos de los cuales presidió en las décadas de 1860 y 1870. Movilizaba los peones y capataces del ferrocarril y decenas de ellos fueran inscriptos con residencia en la estación ubicada en San Nicolás para permitir que votaran en el barrio.
Fue capitán ayudante del ministro de guerra general Gelly y Obes hasta 1861, siendo promovido a sargento mayor. Las heridas sufridas en un accidente de ferrocarril evitaron que fuera convocado a la guerra del Paraguay.
Falleció en Lomas de Zamora, Provincia de Buenos Aires, el 23 de enero de 1895. 
Estaba casado con Felisa Muro, con quien tuvo descendencia. Su hermano José Celestino Elordi militó en el Partido Federal, luchó en la Guerra del Brasil y en la marina y artillería de la Confederación en las guerras civiles, y alcanzó el grado de teniente coronel.
Un pueblo del partido de General Villegas lleva su nombre (también conocido como Massey).